# Ela
Ela je žensko osebno ime.

## Izvor imena
Ime Ela je skrajšana oblika iz ženskih osebnih imen Adela, Elena oziroma Helena, Eleonora ali Elizabeta.

## Pogostost imena
Po podatkih Statističnega urada Republike Slovenije je bilo na dan 31. decembra 2007 v Sloveniji število ženskih oseb z imenom Ela: 523.

## Osebni praznik
Osebe z imenom Ela lahko godujejo takrat kot osebe, iz katerih ime izhaja.

## Znane osebe
- Ela Peroci, slovenska pisateljica